# Archibald MacLeish

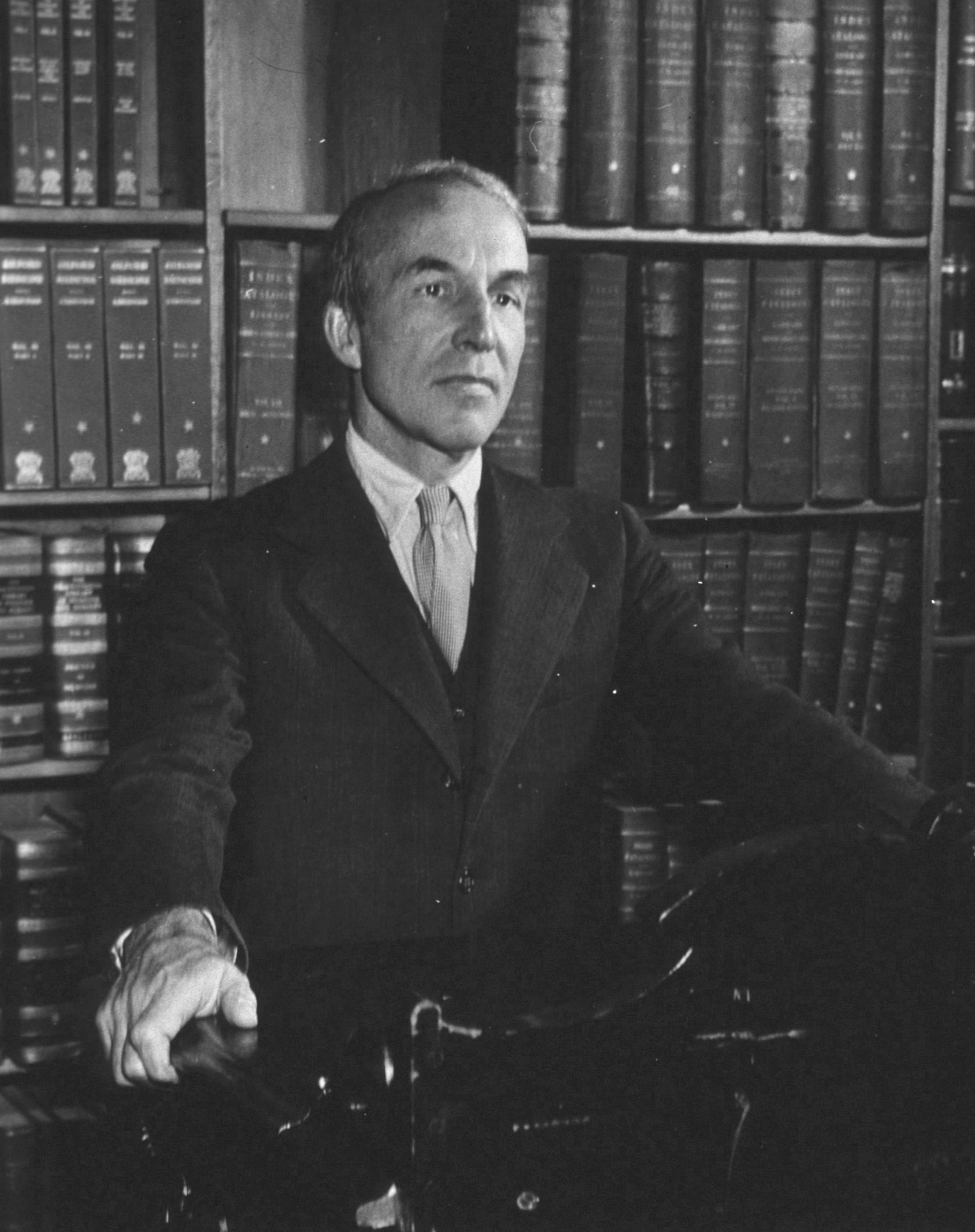
Archibald MacLeish

Archibald MacLeish (n. 7 mai 1892 - d. 20 aprilie 1982) a fost un poet și dramaturg american, exponent al curentului liric modern.
Pentru opera sa a primit trei Premii Pulitzer.  Debutul liricii sale a stat sub influența lui Ezra Pound și T.S. Eliot.
A fost cel de-al 9-lea Librarian of Congress.

## Scrieri

### Versuri
- 1917: Tower of Ivory ("Turnul de fildeș")
- 1925: The Pot of Earth ("Vasul de pământ")
- 1926: Streets in the Moon ("Străzi în lună")
- 1928: The Hamlet of A. MacLeish ("Hamletul lui A. MacLeish"), poeme de inspirație socială și națională
- 1932: Conquistador
- 1933: Frescoes for Mr. Rockefeller's City ("Fresce pentru orașului domnlui Rockefeller")
- 1933: Poems ("Poeme")
- 1924 - 1933: Colloquy for the States ("Dialog pentru Statele Unite")
- 1952: Collected Poems 1917 - 1952 ("Culegere de poeme 1917 - 1952")
- 1954: Songs for Eve ("Cântece pentru Eva")
- 1963: Collected Poems 1917 - 1962 ("Culegere de poeme 1917 - 1962").

### Drame radiofonice
- 1935: Panic ("Panica")
- 1937: The Fall of the City ("Căderea orașului")
- 1938: Air Raid ("Raid aerian")
- 1968: JB.

### Pamflete politice
- 1940: The Irresponsables ("Iresponsabilii")
- 1941: The American Cause ("Cauza Americii").

### Eseuri
- 1961: Poetry and Experience ("Poezie și experiență").